# Zona pericolosa
(Lee Child, Zona pericolosa, cap. 31)
Zona pericolosa (Killing floor) è il romanzo d'esordio di Lee Child, e costituisce il primo capitolo della serie Jack Reacher. L'edizione originale è del '97, mentre in Italia è stato pubblicato nel 2000 da Longanesi.
L'autore è stato insignito dell'Anthony Award e del Barry Award per il Miglior romanzo d'esordio.
Il libro racconta di Jack Reacher, un militare in congedo che vaga nel Nord America senza una meta precisa. Un pullman di linea lo porta dalla Florida a Margrave, in Georgia, dove viene arrestato per omicidio. Quando scopre che la vittima è suo fratello Joe, dà fondo a tutte le sue risorse per annientare la spietata organizzazione criminale che lo ha fatto uccidere.
Le avventure di Jack Reacher sono narrate talora in prima persona, talora in terza. Questo libro fa parte della prima categoria.
Dal romanzo è stata tratta una serie TV in otto puntate trasmessa in streaming da Amazon Prime Video a partire dal 4 febbraio 2022. Jack Reacher è interpretato da Alan Michael Ritchson.

## Trama

### L'arresto
Dopo una lunga camminata sotto la pioggia, Jack Reacher si ferma in un bar, dove arrivano due pattuglie della polizia che lo arrestano per omicidio.
Alla Centrale di Margrave, Reacher viene interrogato dall'agente Finlay, e risponde alle sue domande: Reacher è partito da Tampa, Florida, la sera precedente su un Greyhound per Atlanta; si è fatto lasciare all'uscita dell'autostrada verso le 8:00 e ha proseguito a piedi fino alla tavola calda. Dell'omicidio, dichiara di non sapere niente. La vittima non ha ancora un'identità, ma è stata uccisa, presumibilmente prima di mezzanotte, con due colpi alla testa, il primo da distanza ravvicinata, e il secondo dietro l'orecchio; i bossoli, spariti, appartengono a un'arma di piccolo calibro con silenziatore. Il corpo è stato poi abbandonato nei pressi dello svincolo autostradale.
Siccome qualcuno ha visto Reacher sulla statale verso le otto, questi è messo in cella in attesa di verificare il suo alibi. Viene poi richiamato da Finlay in ufficio perché il capo di polizia, Morrison, ha affermato di averlo visto attorno a mezzanotte vicino al luogo del delitto. Reacher ipotizza che gli assassini siano almeno in due, e abbozza una ricostruzione dei fatti: i killer e la vittima arrivano con due macchine diverse, e dopo l'omicidio gli assassini raccolgono i bossoli e prendono le auto. La precisione dell'esecuzione lascia dubitare che dei professionisti si siano abbandonati alla rabbia prendendo a calci il cadavere, quindi c'era forse anche una terza persona. Reacher fa notare che anche se fosse colpevole, gli altri responsabili sarebbero a piede libero; inoltre non è logico che abbia aspettato otto ore sotto la pioggia per poi camminare per venti chilometri e fermarsi a fare colazione.
A quel punto, l'agente Baker scorta un certo Hubble, il quale, nell'ufficio di Finlay, confessa ed è messo dentro, ma né Finlay né Reacher sono però convinti della confessione dell'uomo. L'agente Stevenson afferma che alle otto della sera precedente Hubble era con lui ad una festa e ha lasciato la casa alle due. L'autista del Greyhound conferma la versione di Reacher, ma, nonostante la loro evidente innocenza, Finley conferma lo stato di fermo per entrambi, in attesa delle prove successive. Il pulmino cellulare porta Hubble e Reacher fino al penitenziario dove viene loro assegnata una cella. Alla luce del giorno, però, si accorgono di essere stati portati al piano degli ergastolani e non a quello dei detenuti in stato di fermo. Dopo che questi vanno nel bagno, vi entrano cinque neonazisti, due dei quali portano fuori Hubble e gli altri tre attaccano Reacher. In meno di un minuto uno è morto, l'altro ha un occhio solo e il terzo le dita spezzate. Scatta la sirena e interviene il vicedirettore che porta Reacher e Hubble al piano che spetta loro. Reacher viene a sapere che l'uomo trovato morto è un investigatore reclutato da Hubble per uscire da una brutta situazione, ma che non può dire di più perché la sua famiglia è stata minacciata di morte. Il giorno dopo, i due escono di prigione.
Alla Centrale giunge la notizia del ritrovamento del cadavere del camionista Sherman Stoller; arriva poi il fax con il riscontro delle impronte digitali del primo cadavere: è il fratello di Jack Reacher, Joe. Reacher va a casa di Hubble, ma non trova l'uomo. Tornato alla centrale, scopre che ci sono due nuove vittime: il capitano Morrison e la moglie. Decide dunque di fare squadra con Finlay, il quale fa mettere la signora Hubble e i figli sotto la protezione dell'agente Picard dell'FBI. Tra Reacher e l'attraente Roscoe nasce del tenero e vanno a passare la notte in un motel dell'Alabama. Tornati a Margrave, Roscoe trova la porta di casa scassinata. La poliziotta consegna a Reacher una pistola non registrata appartenuta ad un agente di nome Gray, morto per suicidio.
Reacher va ad Atlanta per cercare informazioni sul lavoro in banca di Hubble, e scopre che è un esperto nel reperire contante, ma non lavora più per l'agenzia da un anno e mezzo. Dalla Centrale di polizia, Reacher chiama il Dipartimento del Tesoro e parla con Molly, una collega di Joe, scoprendo che il fratello stava indagando sulla produzione di denaro falso. Scova poi l'indirizzo dell'hotel in cui soggiornava Joe, e nel tacco di una scarpa del fratello trova un foglietto ripiegato su cui sono scritti alcuni nomi e dei numeri di telefono, oltre alla scritta E unum pluribus. Molly recupera intanto la documentazione di Joe e prende un aereo per Atlanta, ma viene uccisa e i documenti rubati. Reacher trova una chiave nella scatola della pistola di Gray. Recuperati i documenti, trova appunti del poliziotto sugli spostamenti di carico dai magazzini Kliner: furgoncini provenienti da nord, centro ed est e grossi camion da sud; si suppone che il traffico dei soldi falsi arrivi a Margrave dal Venezuela, dove i Kliner hanno un'azienda, e che i furgoncini servano per distribuirli in Nord America. Picard passa intanto a prendere Roscoe per portarla dalla signora Hubble.
Reacher segue uno dei furgoncini dei Kliner fino in Tennessee. Quando l'autista si ferma per la notte, controlla il carico ma non trova nulla, e capisce allora che i soldi sono in entrata con i furgoncini e in uscita con i tir. Da quando la Guardia costiera stava pattugliando le coste della Florida, infatti, non era più sicuro spedire i soldi e dunque li stanno accumulando nel magazzino. Ma tra qualche giorno i controlli sarebbero cessati e avrebbero ripreso il traffico. Reacher va quindi a New York a parlare con un contatto di Joe, e scopre che per fabbricare valuta falsa la cosa più difficile è produrre la carta. Quella dei Kliner è perfetta, e Joe aveva capito come facessero a procurarsela. Tornato a Margrave, Reacher sospetta che l'agente Baker sia corrotto. Lo incontra e gli racconta di avere l'intenzione di passare la notte a casa degli Hubble. Con il favore delle tenebre, arrivano cinque uomini armati, ma Reacher gli tende un agguato e li elimina, solo per scoprire che uno di loro è il figlio dei Kliner. Reacher capisce il loro metodo per procurarsi la carta: sbiancano i biglietti da un dollaro e stampano la valuta da cento; i dollari americani sono infatti tutti delle stesse dimensioni, indipendentemente dal taglio, e il ruolo di Hubble era procurare il contante da $1. Reacher e Finlay vanno a casa di Stutter, e nel garage dei genitori trovano due cartoni di banconote false, di cui ne caricano uno sulla macchina.
Tornati in centrale, però, i due trovano Picard ad attenderli con un'arma in pugno, affiancato dal sindaco Teale e dal vecchio Kliner, che mettono in cella Finlay e intimano a Reacher di rintracciare Hubble, nel mentre che viene portato da Picard. Dopo che questi e Reacher vanno a mangiare qualcosa, Reacher, prima di uscire, si mette in tasca la forchetta e il coltello. Alla stazione di servizio, mentre fa rifornimento, Reacher infila un dente della forchetta negli pneumatici dell'auto e dopo pochi chilometri sono costretti a fermarsi per cambiare la gomma. Dopo che lo scatolone pieno di soldi viene estratto dal bagagliaio per prendere la ruota di scorta, Reacher afferra il suo giubbotto con la pistola, poi taglia le fascette che chiudono il cartone e il vento fa volare i dollari ovunque. Reacher si lancia al di là del guardrail, estrae la pistola e spara a Picard, poi prende la macchina e va in cerca di Hubble. Trovatolo in un motel, i due ritornano insieme a Margrave, dove liberano Finlay, ed insieme elaborano un piano.
All'interno del magazzino dei Kliner c'è una montagna di soldi alta 15 metri, che Roscoe sta spalando insieme alla signora Hubble. Dall'esterno del capannone, Finlay versa della benzina che scivola sotto la porta fino al mucchio di banconote e la dà fuoco. Reacher esce allo scoperto e fredda Teale e il vecchio Kliner, per poi uccidere anche Picard, che prima era rimasto solo ferito. Poco dopo la fuga generale, arrivano la polizia, l'FBI, la Guardia nazionale, gli artificieri, i pompieri e gli agenti del Dipartimento del Tesoro.
Reacher e Roscoe passano la notte insieme. Lui le chiede di partire insieme, ma Roscoe vuole rimanere a Margrave per ricostruire la città e gli chiede di restare; Reacher rifiuta, sapendo che se rimanesse rischierebbe di essere indagato. Così, poco dopo, i due si salutano alla stazione dei pullman, dove lui sale su un Greyhound per la California.

## Premi e nomination
- 1998: Vincitore dell'Anthony Award come Miglior romanzo d'esordio[1].
- 1998: Vincitore del Barry Award come Miglior romanzo d'esordio[2].
- 1998: Nomination per il Dilys Award[3].
- 1998: Nomination per il Macavity Award come Miglior Giallo d'esordio[4].
- 2000: Vincitore del Japan Adventure Fiction Association Prize come Romanzo meglio tradotto[5].

## Curiosità

### E unum pluribus
Il fratello di Jack Reacher, Joe, ha chiamato E unum pluribus l'indagine sulla falsificazione dei dollari, giocando con le parole latine del motto degli Stati Uniti. La traduzione fornita nel libro non è però corretta.
Il motto E pluribus unum significa da molti, uno solo, intendendo che dopo la guerra di indipendenza le diverse colonie sono diventate un'unica nazione. Il libro sostiene che scambiando di posto pluribus e unum si ottenga all'incirca la frase: da uno solo, molti. Nel contesto del libro questo significherebbe che dalla banconota da un dollaro si ricava una banconota da molti dollari (da $100 in questo caso).
In realtà la traduzione non è esatta infatti, scambiando la posizione dei sostantivi, il significato non cambia in quanto il latino non è una lingua isolante ma flessiva. Unum è accusativo mentre pluribus è ablativo. La preposizione E regge solo l'ablativo e dunque si lega unicamente a pluribus anche se questo non occupa la posizione immediatamente successiva alla preposizione. La traduzione corretta sarebbe E uno plures.

### In God We Trust
A partire dagli anni '50 il motto E pluribus unum è stato sostituito dal celeberrimo In God We Trust (in italiano: Confidiamo in Dio). Entrambi sono riprodotti sulla moneta statunitense.

## Edizioni italiane
- Zona pericolosa, traduzione di Paola Merla, Collana La Gaja Scienza, Milano, Longanesi, 2000,  p. 479, ISBN 9788830414600.
- Zona pericolosa, traduzione di P. Merla, Collana Best thriller, Milano, Superpocket, 2001, ISBN 88-462-0200-7.
- Zona pericolosa, traduzione di P. Merla, Collana TEADUE, Milano, TEA, 2002, 2013, ISBN 88-502-0161-3. - Collana Best Tea, TEA, 2014, 2017; Collana Tea Più, TEA, 2019, 2022; ed. speciale, TEA, 2023; Collana TEA Top, TEA, 2024.